# Coreopsis canescentifolia
Coreopsis canescentifolia là một loài thực vật có hoa trong họ Cúc. Loài này được Sagást. mô tả khoa học đầu tiên năm 1988.